# Fulden Ural
Fulden Ural est une joueuse de volley-ball turque née le 3 janvier 1991 à Ankara. Elle mesure 1,86 m et joue au poste de réceptionneuse-attaquante. 

## Clubs
| Club                    | De        | À         |
| ----------------------- | --------- | --------- |
| İller Bankası Ankara    |           | 2007-2008 |
| MKE Ankaragücü          | 2008-2009 | 2008-2009 |
| Dicle Üniversitesi      | 2009-2010 | 2009-2010 |
| Ankara SGK              | 2010-2011 | 2010-2011 |
| Gazi Üniversitesi       | 2011-2012 | 2011-2012 |
| İdmanocağı Spor Kulübü  | 2012-2013 | 2014-2015 |
| Bolu Belediyespor       | 2015-2016 | 2015-2016 |
| Halkbank Ankara         | 2016-2017 | 2017-2018 |
| Aydın BBSK              | jan 2019  | mai 2019  |
| Beşiktaş İstanbul       | 2019-2020 | 2019-2020 |
| Karayolları Spor Kulübü | jan 2020  | mai 2020  |
| Nilüfer Belediye        | 2020-2021 | …         |

## Palmarès
- Challenge Cup
  - Finaliste : 2019.